# Altindustrialisierter Raum
Altindustrialisierte Räume oder Altindustriegebiete sind Regionen, die meist aufgrund von Rohstoffvorkommen schon früh industrialisiert wurden und heute besonders unter dem Prozess der De-Industrialisierung, also dem Wandel zur Dienstleistungsgesellschaft, leiden. 
Betroffen sind vor allem die Werft- und Stahlindustrie, der (Unter-)Tagebau, aber auch die Porzellan- und Textilindustrie. Innerhalb eines altindustrialisierten Raumes herrscht meist starke Monostrukturierung vor und der Arbeitsmarkt ist sehr einseitig ausgerichtet. Da zusätzlich ein hoher Anteil an Großunternehmen festzustellen ist, kommt es bei strukturellen Problemen in den dominierenden Branchen oft zu erheblichen Arbeitsplatzverlusten. Durch das Unterangebot an Arbeitsplätzen kommt es in Altindustriegebieten häufig zu sozialen Problemen gefolgt von Abwanderung. Weitere Folgeerscheinungen sind Probleme mit Altlasten sowie Unternehmen des tertiären Sektors. Das teilweise schlechte Image der altindustrialisierten Räume sowie die oftmals enge Qualifizierung der Arbeitskräfte sind weitere Probleme, die dieser Neuausrichtung im Wege stehen.

## Quelle
- Jörg Maier, Rainer Beck: Allgemeine Industriegeographie. Klett-Perthes, Gotha/Stuttgart 2000, ISBN 3-623-00851-6.